# HMS Opportune (G80)
«Опорт'юн» (G80) (англ. HMS Opportune (G80) — військовий корабель ескадрений міноносець типу «O» Королівського військово-морського флоту Великої Британії за часів Другої світової війни.
«Опорт'юн» закладений 28 березня 1940 року на верфі компанії John I. Thornycroft & Company у Саутгемптоні. 14 серпня 1942 року увійшов до складу Королівських ВМС Великої Британії.
Есмінець взяв активну участь у бойових діях на морі в Другій світовій війні, бився у Північній Атлантиці, біля берегів Франції, Англії та Норвегії, супроводжував арктичні та атлантичні конвої. За проявлену мужність та стійкість у боях бойовий корабель заохочений п'ятьма бойовими відзнаками.

## Бойовий шлях

### 1942
На початку вересня 1942 року корабель включений до складу сил ескорту для супроводу арктичного конвою PQ 18, що доставляв за програмами ленд-лізу озброєння, військову техніку і важливі матеріали та майно до Радянського Союзу й під потужною охороною йшов до Архангельська.
«Опорт'юн» діяв у складі далекого ескорту з 16 есмінців, який очолював крейсер «Сцилла». У ході переходу конвой зазнав численних нападів німецьких підводних човнів та літаків Люфтваффе. З 12 по 15 вересня 1942 року конвой піддався інтенсивній атаці 35 пікіруючих бомбардувальників Ju 88A-4 KG 30 та 42 торпедоносців KG 26 (I/KG 26 з 28 He 111H-6 та III/KG 26 з 14 Ju 88A-4). Тактикою дії німецьких літаків був одночасний та взаємоузгоджений напад торпедоносців та частки бомбардувальників на головні сили ескорту, які відволікали бойові кораблі від транспортних суден, і у цей час авіагрупа III/KG 26 потужною торпедною атакою, відомою як «золота гребінка», нищила беззахисні транспортники.
На фоні бомбардування кораблі та судна союзників одночасно атакували німецькі підводні човни. Частка з них була потоплена ескортом. Так, есмінець «Фолкнор» потопив U-88, «Імпульсів» — U-457 та «Онслоу» у взаємодії з палубною авіацією ескортного авіаносця «Евенджер» — U-589. Однак, попри затятий спротив кораблів ескорту, тільки за 12 вересня вісім суден з сорока було потоплено німцями. 14 вересня британський танкер MV «Ателтемлер» був пошкоджений внаслідок торпедної атаки U-457 і згодом затонув. Ще два транспортних судна затопила німецька авіація на підходах до Мурманської бухти. Загалом під час переходу загинуло 13 суден.
16 вересня есмінець «Опорт'юн» приєднався до сил флоту для супроводження конвою QP 14, що повертався з СРСР до Лох Ю у Шотландії. 65 бойових кораблів супроводжували невеличкий транспортний конвой з 17 суден. У цілому конвой втратив шість кораблів та суден, тільки один U-435 встиг потопити чотири союзних судна.
30 жовтня 1942 року «Опорт'юн» ескортував крейсер «Сцилла» на борту якого перебував командувач Середземноморським флотом адмірал сер Е.Каннінгем до Гібралтару, де проводилися останні підготовчі заходи з операції «Смолоскип» — вторгнення союзних військ до Французької Північної Африки. По прибуттю на місце, есмінець залучався до проведення протичовнових патрулювань у навколишніх водах. 8 листопада, в День Д, корабель входив до складу З'єднання Н.
18 листопада він вийшов до Скапа-Флоу, супроводжуючи лінійний корабель «Герцог Йоркський» і авіаносець «Вікторіос», що повертались до Флоту метрополії після успішного проведення операції на півночі Африки. 21 числа матроси есмінця рятували екіпаж німецької субмарини U-517, яку ударами з повітря змусили спливти торпедоносці «Сордфіш» та «Альбакор» з авіаносця; човен потім затопили. 52 німецьких підводники були передані у Гріноку до табору військовополонених.
14 грудня 1942 року «Опорт'юн» з «Матчлес» і «Бігл» ескортували крейсери «Шеффілд» та «Ямайка», що разом утворювали з'єднання R, вийшовши на супровід арктичного конвою JW 51A.
29 грудня разом з «Матчлес» повернулись до Ісландії.

### 1943
З 19 по 27 лютого 1943 року «Опорт'юн» супроводжував черговий конвой JW 53 до Росії На початку березня повернувся з конвоєм RA 53 додому.
25 квітня з «Патфейндер» та підтримки палубної авіації авіаносця «Байтер» потопили німецький підводний човен U-203. 12 травня атакував неподалік від Північної Ірландії глибинними бомбами та підтримці патрульного літака «Ліберейтор» ще один підводний човен U-456 і імовірно затопив його.
20 серпня 1943 року есмінці «Обд'юрет», «Обідіент» та «Опорт'юн» вийшли з Гібралтару на супровід пошкодженого в боях за Мальту авіаносця «Індомітебл» на ремонт до Норфолку в Сполучених Штатах, де той перебував протягом більше ніж 8 місяців.
31 серпня ескорт прибув до Норфолку, а 1 вересня перейшов до Галіфакса у Новій Шотландії. 14 вересня крейсер «Кент», есмінці «Обд'юрет», «Обідіент», «Орвелл» та «Опорт'юн» вийшли на супровід лінійного крейсера «Рінаун» з прем'єр-міністром Британії В. Черчиллем на борту, який повертався з Квебекської конференції, де зустрічався з Президентом США Ф.Рузвельтом.
15 грудня 1943 року «Опорт'юн» вийшов з есмінцями «Ашанті», «Матчлес», «Маскітер», «Метеор», «Мілн», «Віраго», «Атабаскан» в океанському ескорті на охорону конвою JW 55A.
Під час переходу стався морський бій між союзними кораблями та німецьким лінкором «Шарнгорст».

### 1944
26 січня 1944 року «Опорт'юн» з есмінцями «Махратта», «Мілн», «Скодж» і «Гурон» вийшов з ескортною групою конвою JW 56B, що прямував до Кольської затоки. Транспортний конвой піддався атаці німецьких субмарин..
У ході зіткнень «Гарді» дістав важких пошкоджень і був затоплений. 30 січня есмінці «Метеор» і «Вайтхол» південно-східніше острову Ведмежий затопили німецький підводний човен U-314.
У березні есмінець залучався до супроводження чергового арктичного конвою JW 58 з 47 транспортних та вантажних суден.
29 березня фрегат «Старлінг» потопив підводний човен U-961. 31 березня літак з «Трекер» у взаємодії з есмінцем «Бігл» затопили ще одну субмарину U-355, а 2 квітня екіпаж есмінця «Кеппель» потопив реактивною установкою «Хеджхог» U-360. 3 квітня торпедоносець «Сордфіш» з авіаносця «Актівіті» завдав шкоди U-288, а згодом «Евенджери» та «Марлети» з «Трекер» остаточно потопили ворожий човен. Щонайменше 6 літаків-розвідників Люфтваффе було збито. 5 квітня конвой JW 58 без жодної втрати прибув до Архангельська.